# 帕特尼塔拉烏帕齊拉
帕特尼塔拉乌帕齐拉是孟加拉国瑙岡縣的一个乌帕齐拉，位於拉傑沙希专区的瑙岡縣。

## 人口
據1991年孟加拉國人口普查，帕特尼塔拉共有戶數35,570戶，人口198164人。其中男性佔比51.26%，女性佔比48.74%；成年人口98,279人。該地7歲以上人口之平均識字率為32.9%，高於全國平均值（32.4%）。